# Temperatura samovžiga
Temperatura samovžiga je najnižja temperatura, pri kateri se snov na zraku vname brez zunanjega izvora vnetja, na primer plamena ali iskre. Pri tej temperaturi je notranja energija snovi enaka aktivacijski energiji, ki je potrebna za njeno gorenje. Z naraščajočim tlakom in naraščajočim parcialnim tlakom kisika temperatura samovžiga pada. Podatek o temperaturi samovžiga je pomemben za varno postopanje s snovjo in ocenjevanje stopnje tveganja.
Temperaturo samovžiga tekočih snovi se meri v 500 mL steklenici v pečici s termostatom po postopku, ki je predpisan s standardom ASTM E659..

## Enačba samovžiga
Čas tsv, ki je potreben, da se snov, ki je izpostavljena toplotnemu toku P=dQ/dt, segreje na temperaturo samovžiga Tsv, je enak
{\displaystyle t_{sv}=\left({\frac {\pi }{4}}\right)\left(k\rho c\right)\left[{\frac {T_{sv}-T_{o}}{P}}\right]} 
k = toplotna prevodnost [W·m-1·K-1]
ρ = gostota [kg.m-3]
c = specifična toplota [J·kg-1·K-1]
To = začetna temperatura [K]
P = toplotni tok [W·m-2]

## Temperature samovžiga nekaterih snovi
Podatki o temperaturi samovžiga so v literaturi zelo različni in lahko služijo samo za ocenitev stopnje tveganja. Na samovžig namreč vplivajo zelo različni činitelji, med katerim so najpomembnejši parcialni tlak kisika, nadmorska višina, vlažnost in čas, ki je potreben, da se snov vname.
- trietilboran: -20 °C
- silan: <21 °C
- beli fosfor: 34 °C
- ogljikov disulfid: 90 °C
- dietil eter: 160 °C[3]
- plinsko olje in kerozin A-1: 210 °C
- papir: 218°-246 °C [4]
- bencin: 246-280 °C [5]
- magnezij: 473 °C
- butan: 405 °C [6]
- vodik: 536 °C[7]